# Mackwiller
Mackwiller é uma comuna francesa na região administrativa de Grande Leste, no departamento Baixo Reno. Estende-se por uma área de 9,07 km². Em 2010 a comuna tinha 574 habitantes (densidade: 63,3 hab./km²).